# Laurence Henry Hicks
Laurence Henry Hicks   (Londres, 1912 - Laverton i Melbourne, 1997) fou un militar i músic d'Austràlia. Hicks va compondre l'himne nacional de Nauru l'any 1968.